# Stade de Reims 2021-2022
Questa voce raccoglie le informazioni riguardanti lo Stade de Reims nelle competizioni ufficiali della stagione 2021-2022.

## Divise e sponsor
Lo sponsor tecnico per la stagione 2021-2022 è Umbro, mentre lo sponsor ufficiale è Hexamon.
| Casa | Trasferta | Terza maglia |

## Rosa
In corsivo i calciatori ceduti durante la stagione
| N. |                           | Ruolo | Calciatore        |
| -- | ------------------------- | ----- | ----------------- |
| 1  | Serbia (bandiera)         | P     | Predrag Rajković  |
| 2  | Belgio (bandiera)         | D     | Wout Faes         |
| 3  | Costa d'Avorio (bandiera) | D     | Ghislain Konan    |
| 4  | Belgio (bandiera)         | D     | Maxime Busi       |
| 5  | Marocco (bandiera)        | D     | Yunis Abdelhamid  |
| 6  | Francia (bandiera)        | D     | Andreaw Gravillon |
| 7  | Francia (bandiera)        | C     | Xavier Chavalerin |
| 7  | Francia (bandiera)        | A     | El Bilal Touré    |
| 8  | Svezia (bandiera)         | C     | Jens Cajuste      |
| 9  | Paesi Bassi (bandiera)    | A     | Kaj Sierhuis      |
| 10 | Kosovo (bandiera)         | C     | Arbër Zeneli      |
| 11 | Francia (bandiera)        | A     | Nathanaël Mbuku   |
| 12 | Francia (bandiera)        | A     | Alexis Flips      |
| 13 | Mali (bandiera)           | D     | Fodé Doucouré     |
| 14 | Kosovo (bandiera)         | C     | Valon Berisha     |
| 15 | Zimbabwe (bandiera)       | C     | Marshall Munetsi  |
| 16 | Francia (bandiera)        | P     | Yehvann Diouf     |
| 17 | Grecia (bandiera)         | A     | Anastasios Donis  |
| 18 | Scozia (bandiera)         | A     | Fraser Hornby     |

| N. |                           | Ruolo | Calciatore           |
| -- | ------------------------- | ----- | -------------------- |
| 19 | Algeria (bandiera)        | A     | Billal Brahimi       |
| 19 | Paesi Bassi (bandiera)    | A     | Mitchell van Bergen  |
| 20 | Francia (bandiera)        | C     | Ilan Kebbal          |
| 21 | Paesi Bassi (bandiera)    | C     | Azor Matusiwa        |
| 22 | Francia (bandiera)        | A     | Hugo Ekitike         |
| 23 | Guinea-Bissau (bandiera)  | C     | Moreto Cassamá       |
| 24 | Francia (bandiera)        | A     | Mathieu Cafaro       |
| 24 | Costa d'Avorio (bandiera) | D     | Emmanuel Agbadou     |
| 25 | Mali (bandiera)           | C     | Moussa Doumbia       |
| 26 | Senegal (bandiera)        | C     | Dion Lopy            |
| 27 | Costa d'Avorio (bandiera) | A     | N'Dri Philippe Koffi |
| 28 | Francia (bandiera)        | D     | Bradley Locko        |
| 29 | Senegal (bandiera)        | D     | Moustapha Mbow       |
| 30 | Francia (bandiera)        | P     | Nicolas Penneteau    |
| 32 | Belgio (bandiera)         | D     | Thomas Foket         |
| 33 | Francia (bandiera)        | C     | Sambou Sissoko       |
| 33 | Mali (bandiera)           | C     | Kamory Doumbia       |
| 35 | Francia (bandiera)        | C     | Martin Adeline       |
| 36 | Guinea (bandiera)         | D     | Ibrahim Diakité      |